# Robert O'Reilly
Robert O'Reilly (New York, 25 marzo 1950) è un attore statunitense, noto per la sua interpretazione del Cancelliere Klingon Gowron nel franchise di fantascienza Star Trek.

## Biografia
È noto per la sua interpretazione di Gowron in Star Trek per oltre 10 anni, nel ruolo ricorrente del Cancelliere dell'impero Klingon, prima in  Star Trek: The Next Generation, quindi in Star Trek: Deep Space Nine. O'Reilly ha recitato in oltre un centinaio di film e episodi televisivi, e ha recitato a Broadway e alla Carnegie Hall. Nel 1981 ha ricevuto il Drama-Logue Award per la regia della pièce teatrale Getting Out con la compagnia Colony Theatre Company.
O'Reilly è apparso in oltre un centinaio di film e telefilm, più spesso nel ruolo dell'antagonista o del malvagio. Fra le serie televisive vi sono Cheers, La camera oscura, Supercar, Sledge Hammer!, MacGyver, L'ispettore Tibbs, NYPD Blue, due volte in Dallas. Fra i film in cui è apparso il più famoso fu The Mask, interpretato da Jim Carrey, nel 1994.
Attualmente è in pensione.

### Star Trek
O'Reilly apparve per la prima volta in Star Trek: The Next Generation nell'episodio Caccia all'uomo. In un ruolo secondario. In seguito venne scritturato per il ruolo del Klingon Gowron nel settimo episodio della quarta stagione Successione in cui il personaggio assumeva il ruolo di Cancelliere dell'impero Klingon. O'Reilly aveva appena interpretato il personaggio di Edmund in Re Lear e vedendo delle similitudini fra i due personaggi decise di basare la propria interpretazione di Gowron sul personaggio Shakespeariano. L'episodio fu diretto da Jonathan Frakes, O'Reilly in seguito disse che riteneva di essere stato scritturato per aver stimolato con la sua interpretazione una certa curiosità verso il personaggio e per lo sguardo penetrante, che incuteva disagio e che lui e altri chiamavano "quella folle sciocca cosa degli occhi".
Continuò ad apparire come Gowron nel corso del decennio seguente in molti episodi di The Next Generation e Star Trek: Deep Space Nine. Filmò anche alcuni segmenti del video game Star Trek: Klingon, diretto da Frakes. Il gioco fu il primo videogioco Star Trek che utilizzò attori veri, e fu insignito del premio Sci-Fi Universe Reader's Choice Universe Award for Best Achievement in Genre Multi-Media. Quando fu filmato il gioco non aveva ancora partecipato alla produzione di Deep Space Nine ma aveva sentito delle indiscrezioni secondo le quali Michael Dorn stava per entrare nel cast regolare della serie. Data la relazione fra Gowron e il personaggio di Dorn, Worf, O'Reilly aveva pensato che questo avrebbe potuto portare ad un suo ritorno alla serie Star Trek. Dorn e O'Reilly ripresero infatti i propri ruoli nell'episodio di apertura della quarta serie La via del guerriero - prima e seconda parte. O'Reilly è comparso sempre come Klingon, anche se con un personaggio diverso, in Star Trek: The Next Generation Interactive VCR Board Game, un gioco da tavolo adattato per videocassette. La sua immagine è stata utilizzata per tre action figure, un poster a grandezza naturale e diverse litografie.
Dopo la fine di Star Trek: Deep Space Nine, O'Reilly ha fatto un'ulteriore apparizione in Star Trek nei panni di Kago-Darr nell'episodio La taglia di Star Trek: Enterprise. Fu contento per il ruolo, poiché sentiva che gli sceneggiatori e i produttori dello show lo avevano creato specificamente per lui, mentre la sua famiglia stava cercando di adattarsi in seguito alla nascita dei suoi tre gemelli. Dopo il suo ritiro dalla recitazione, ha continuato a frequentare le convention di Star Trek, tra cui l'interpretazione di Gowron al fianco di J.G. Hertzler noto per aver interpretato il Klingon Martok. Nel 2020, ha ripreso la voce di Gowron e del klingon Aakar, un antenato di Gowron, nel videogioco Star Trek Online.

### Theatre
O'Reilly è apparso a Broadway nel revival di The Tavern, ed è apparso anche Off-Broadway in The Promise e alla Carnegie Hall. Attualmente lavora per la Colony Theatre Company come attore e regista. Fu coinvolto per la prima volta con la compagnia teatrale circa un anno dopo la sua fondazione. Tra i lavori della compagnia c'era Getting Out di Marsha Norman, per il quale è stato premiato con un Drama-Logue Award e nominato per un premio dal Los Angeles Drama Critics' Circle nel 1981. Ha diretto Generations di Dennis Clontz, che si è classificato secondo al premio dell'American Theatre Critics' Association per la migliore nuova opera teatrale fuori New York.

## Vita privata
È sposato con Judy, dalla quale ha avuto tre gemelli nati nel 1997: Jack, Michael e Joseph. La famiglia vive a Burbank, in California, dove Robert si dedica anche ai suoi hobby: il golf e il baseball.

## Filmografia parziale

### Attore

#### Cinema
- Hallmark: Bird-of-Prey Christmas Ornament - cortometraggio direct-to-video (1994)

#### Televisione
- La signora in giallo (Murder, She Wrote) – serie TV, episodio 4x17 (1988)
- Star Trek: The Next Generation - serie TV, 5 episodi (1989-1993)
- Star Trek: Deep Space Nine - serie TV, 8 episodi (1994-1999)

### Doppiatore

#### Videogiochi
- Star Trek: Klingon (1996) - Gowron
- Star Trek: The Next Generation: Klingon Honor Guard (1998) - Gowron